# Shin’etsu
Die japanische Region Shin’etsu (jap. 信越地方, -chihō) umfasst die heutigen nordwestlichen Präfekturen Nagano und Niigata und ist eine Untergliederung der Region Chūbu. Historisch bezeichnete der Begriff die Provinzen Shinano (信濃) und Echigo (越後), aus deren Kanji sich die Bezeichnung Shin’etsu zusammensetzt.
Zusammen mit Hokuriku (Toyama, Ishikawa und Fukui) wird sie oft als Region Hokuriku-Shin’etsu bzw. kurz Region Hokushin’etsu zusammengefasst. Mit der Präfektur Gunma wird sie als Jōshin’etsu (上信越地方, -chihō; nach der früheren Provinz Kōzuke bzw. Jōshū) und mit der Präfektur Yamanashi als Kōshin’etsu (甲信越地方, -chihō; nach der früheren Provinz Kai bzw. Kōshū) bezeichnet.

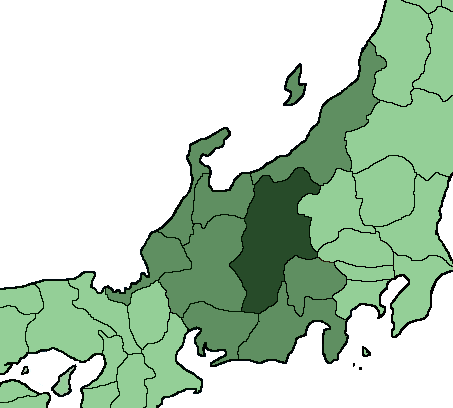
Präfektur Nagano in Chūbu
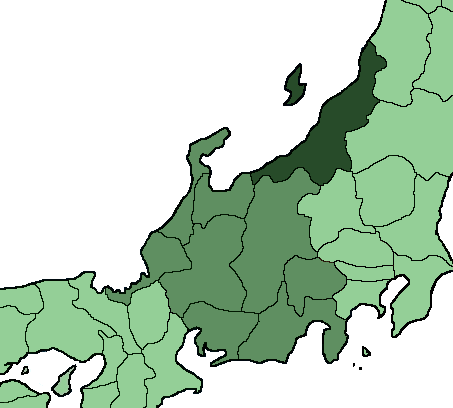
Präfektur Niigata in Chūbu